# Sh2-289
Sh2-289 è una nebulosa a emissione visibile nella costellazione dell'Unicorno.
Si osserva nella parte meridionale della costellazione, circa 9° a nord di Sirio, la stella più luminosa del cielo notturno; appare come un debole alone nelle fotografie prese attraverso un telescopio amatoriale di potenza elevata e munito di appositi filtri. Trovandosi a circa 7° a sud dell'equatore celeste, può essere osservata con facilità da tutte le aree popolate della Terra, senza grosse differenze da emisfero a emisfero; il periodo più propizio per la sua osservazione nel cielo serale va da dicembre ad aprile.
Si tratta di una delle regioni H II più esterne della Via Lattea; giace alla distanza di oltre 10.000 parsec (quasi 33.000 anni luce), sul bordo più estremo del Braccio del Cigno, in una posizione apparentemente anomala, essendo a latitudini galattiche molto elevate, a sud del piano galattico. Questa sua anomala posizione, come quella di Sh2-283, testimonia la forma arcuata delle regioni più esterne della Galassia, distorsione nota come warp; studiando queste e altre regioni nebulose con emissioni nel CO, è stato possibile definire l'entità del warp galattico al livello del Braccio del Cigno (o Braccio Esterno): questo braccio di spirale infatti viene a trovarsi allineato agli altri bracci galattici alla longitudine galattica di 180°, ossia all'entrata nel terzo quadrante galattico (fra Auriga e Gemelli); circa 30° oltre, a 210° di longitudine galattica (poco a nord di Sh2-289), il piano del Braccio Esterno inizia a distaccarsi da quello medio galattico, e a 250° (fra Cane Maggiore e Poppa) si trova sfasato a sud rispetto al piano dei bracci più interni di circa 1300-1500 parsec, con uno spessore del braccio di oltre 500 parsec.
La stella responsabile della ionizzazione dei gas della nube è una stella blu di classe spettrale 09.5V, cui si aggiungono due stelle di classe B; La stella di settima magnitudine visibile in direzione del centro della nebulosa non è legata alla nube, ma appartiene al Braccio di Orione, trovandosi ad appena 189 parsec di distanza.